# Лус Елена Гонсалес
Лус Елена Гонсалес (на испански: Luz Elena González) е мексиканска актриса и модел.
През 1994 г. печели конкурса за красота Nuestra Belleza Халиско и участва в националния конкурс за красота Nuestra Belleza Мексико, като завършва на пето място.

## Кариера
Гонсалес дебютира през 1996 г. в теленовелата Скъпа моя Исабел, продуцирана от Анджели Несма Медина. Първата си главна отрицателна роля получава през 2013 г. в теленовелата Свободен да те обичам, продуцирана от Емилио Лароса.

## Личен живот
През 2009 г. Лус Елена Гонсалес се омъжва за Бернардо Мартинес, с когото имат две деца – Сантяго и Мария Хосе.

## Филмография

### Теленовели
- Моето богатство е да те обичам (2021-2022) – Чоле
- Подарен живот (2020) – Паулина Рейес
- Без твоя поглед (2017-2018) – Сусана Балмаседа вдовица де Виослада
- Влюбвам се в Рамон (2017) – Роксана Ерера Рубио
- По-скоро мъртва, отколкото Личита (2015-2016) – Хесуса Уриета
- Моето сърце е твое (2014-2015) – Магдалена
- Свободен да те обичам (2013) – Ромина Монтенегро Перес
- Семейство с късмет (2011-2012) – Грасиела Торес
- Докато парите ни разделят (2009-2010) – Виктория де ла Пара де Валенсуела
- Скъпа неприятелко (2008) – Диана Руис
- Веселяци и сърдитковци (2003-2004) – Ирина Кайеха
- Любов и омраза (2002) – Фуенсанта
- За една целувка (2000-2001) – Рита Хименес де Орнелас
- Винаги ще те обичам (2000) – Мара
- Момчето, което дойде от морето (1999) – Хасинта
- Пресиоса (1998) – Милагрос Ортис
- Скъпа моя Исабел (1996-1997) – Секретарка

### Сериали
- Nosotros los Guapos (2016) – Алекса
- Estrella2 (2013-2014)
- Грозната Бети (2008) – Луиса
- La Escuelita VIP (2004) – Лусесита
- Mujer, casos de la vida real (2001)
- Чародейките (2001)
- Cero en conducta (1998-1999) – Роса Селесте

### Кино
- El cara de chango 2 (2005) – Соня Монтаньо
- El cara de chango (2003) – Соня Монтаньо
- Doble secuestro (2003) – Валерия Монтемайор

## Дискография
- Contigo o sin tí (2003)
- Hada de luz (2006)

## Награди и номинации
People en Español
| Година | Категория         | Теленовела                | Резултат   |
| ------ | ----------------- | ------------------------- | ---------- |
| 2012   | Най-добра актриса | Семейство с късмет        | Номинирана |
| 2010   | Най-добро участие | Докато парите ни разделят | Номинирана |